# مانی و ندا
مانی و ندا فیلمی به کارگردانی و نویسندگی پرویز صبری و تهیه‌کنندگی محسن شایان‌فر محصول سال ۱۳۷۹ است. این فیلم در اردیبهشت ۱۳۸۱ بر روی پرده سینما رفت.امین حیایی، زیبا بروفه، کیهان ملکی، نیلوفر خوش خلق، مانی کسراییان، پوراندخت مهیمن، عارف لرستانی، علی ابوالحسنی در آن بازی کرده‌اند.

## خلاصه فیلم
مانی در پی برخورد اتفاقی خود با دختری ثروتمند بنام ندا به وی علاقمند شده و خود را نیز پسری ثروتمند معرفی می‌کند و…

## جشنواره‌ها
این فیلم در ششمین دوره جشن خانه سینما (۱۳۸۱) در بخش فیلم‌های بلند حضور داشته است.